# Panhard & Levassor Type K33
Der Panhard & Levassor Type K33 ist ein Pkw- und Nutzfahrzeugmodell der Zwischenkriegszeit. Hersteller war Panhard & Levassor in Frankreich.

## Beschreibung
Die Fahrzeuge haben einen ventillosen Schiebermotor nach einer Lizenz von Charles Yale Knight. Im Motorcode „SK4C4“ steht das „K“ für Knight und die „4“ für die Anzahl der Zylinder.
Der Vierzylinder-Reihenmotor hat 67 mm Bohrung, 105 mm Hub und 1481 cm³ Hubraum. Er wurde auch 10 CV Long genannt.
Bekannt sind die Pkw-Karosseriebauformen Torpedo und Limousine.
Als Pkw wurde das Modell von 1927 bis 1928 hergestellt. Im ersten Jahr entstanden drei Fahrzeuge und im Folgejahr acht. Ein Fahrzeug wurde exportiert. Allerdings beinhaltet der erste Wert den ähnlichen Vorgänger Type K22, denn die Statistik unterteilt nicht zwischen den beiden Modellen.

## Nutzfahrzeuge
Das Modell war in erster Linie als Nutzfahrzeug konzipiert. Es hatte je nach Jahr und Ausführung 850 kg, 1500 kg oder 2000 kg Nutzlast. Die Produktion lief von 1927 bis August 1930. Die Produktionszahlen in den einzelnen Jahren belaufen sich auf 94, 141, 77 und 0 Fahrzeuge, wobei der Wert des ersten Jahres wieder den Vorgänger beinhaltet. In der Summe sind das 312 Nutzfahrzeuge, von denen 54 exportiert wurden.